# أحمد الخالدي
أحمد الخالدي (1969 /1389 هـ -) هو رجل دين سعودي.

## نشأته
ولد سنة 1969 / 1389هـ في قرية العليا، منطقة جليب الشيوخ، وقد حفظ القرآن الكريم، ومتن كتاب التوحيد للإمام محمد بن عبد الوهاب ثم الواسطية لشيخ الإسلام ابن تيمية والبيقونية لمحمد بن طه البيقوني والأصول من علم الأصول لابن عثيمين وملحة للحريري والمقدمة الآجرومية للآجرومي في النحو ونخبة الفكر للحافظ ابن حجر وبلوغ المرام لابن حجر وكتاب الطهارة من سنن أبي داود ثم اللؤلؤة والمرجان فيما اتفق عليه الشيخان وطائفةً كبيرة من صحيح البخاري ومتن عمدة الفقه للموفق ابن قدامة في المذهب الحنبلي.
وفي سنة 1413 هـ هاجر من الكويت إلى المدينة المنورة هجرة لأخف الضررين ثم انتقل إلى القرية العليا حيث موطن قبيلته وعشيرته ثم انتقل إلى الأحساء في سنة 1421 هـ في شهر ذي القعدة حيث استقر بها وتزوج من آمنة بنت محمد المسفر آل مرشد التميمي (من نجد، استقر والدها في الأحساء لغرض التجارة، أما والدتها فهي من أسرة السعدون المعروفة) .
- وقد درس على علامة الأحساء ومفتيها الشيخ عبد العزيز بن يحي آل يحي الحنبلي شرح الواسطية للفوزان، ومتن الطحاوية، وأصل الدين وقاعدته، والقواعد الأربع، وكشف الشبهات ومفيد المستفيد، ورسالة في معنى لا إله إلا الله كلها للشيخ الإمام محمد بن عبد الوهاب ورسالة في معنى الشهادتين للشيخ العلامة سليمان بن سمحان، وتكفير المعين للشيخ إسحاق آل الشيخ وحكم موالاة أهل الإشراك للشيخ سليمان بن عبد الله آل الشيخ وحاشية الأصول الثلاثة لعبد الرحمن بن قاسم ورسالة لكمال الدين البغدادي الحنبلي في أصول الفقه وشرح البيقونية والروض المربع في المذهب وقرأ عليه منظومته في العقيدة المسماة بالألاء المنظومة.
- وقرأ على الشيخ إبراهيم بن محمد بن سعد الحصين إبطال التنديد في شرح كتاب التوحيد وسبيل النجاة والفكاك للشيخ حمد بن عتيق وأوثق عرى الإيمان وحكم موالاة أهل الإشراك للشيخ سليمان بن عبد الله آل الشيخ ومفيد المستفيد للشيخ محمد بن عبد الوهاب وتكفير المعين للعلامة إسحاق بن عبد الرحمن بن حسن وشرح أصل الدين وقاعدته والمرد العذب الزلال للشيخ عبد الرحمن بن حسن آل الشيخ وتحكيم القوانين الوضعية للشيخ محمد بن إبراهيم والعبودية والانتصار لحزب الله الموحدين للعلامة عبد الله أبا بطين وأسباب نجاة السؤول من السيف المسلول لبعض علماء نجد.
- وقرأ على الشيخ المجاهد حمد بن ريس الريس مؤخرا ً تحكيم القوانين الوضعية للشيخ محمد بن إبراهيم وست مواضع من السيرة للإمام محمد بن عبد الوهاب.
- وقرأ على الشيخ المجاهد علي بن خضير الخضير رسالة في معنى الطاغوت للشيخ محمد بن عبد الوهاب وتقريرات في أصل الدين للشيخ محمد بن عبد الوهاب، وحكم موالاة أهل الإشراك للشيخ سليمان بن عبد الله وقد قَرَأ بعض مصنفات الشيخ عليه ومنها : قواعد وأصول في المقلدين والجهال وقيام الحجة والشرك الأكبر والكفر الأكبر والبدع، وجزء الجهل والتباس الحال، وجزء أصل دين الإسلام.
- وقرأ على الشيخ عبد العزيز بن عاني السعدون القرشي الرد على الجهمية والزنادقة للإمام أحمد وكتاب النقض على بشر المريسي للإمام عثمان بن سعيد الدارمي، وشرح كتاب التوحيد من صحيح البخاري للغنيمان والجزء الأول من معارج القبول للحكمي وتلقى عنه بعض أصول العقيدة والتوحيد.
- وقرأ على الشيخ عبد الرحمن بن طلاع الشمري العدة بشرح العمدة لبرهان الدين والإرشاد إلى معرفة الإحكام والقواعد والأصول الجامعة والفروق والتقاسيم البديعة النافعة للسعدي وكتاب الإحكام في أصول الأحكام وحاشية الرحبية في الفرائض للشيخ عبد الرحمن بن قاسم الحنبلي وتحفة الأحوذي بشرح الترمذي من المجلد الأول إلى السادس _ أبواب الشهادات_ وأغلب كتاب الاستذكار لإبن عبد البر وتفسير ابن كثير وغريب القرآن وجزء من تأويل مشكل القرآن لابن قتيبة والناسخ والمنسوخ لهبة الله بن سلامة المقري، وفصول في أصول التفسير للطيار، وشرح ابن عقيل على الألفية عدا أبواب الصرف والتطبيق الصرفي لعبده الراجحي وشرح الورقات لعبد الله الفوزان وحفظ عليه بلوغ المرام وفقه اللغة للثعالبي.
- وقرأ على بعض طلبة العلم منهم : عبد الله بن ذياب الجروان، وشرح ملحة الإعراب، والتحفة السنية بشرح المقدمة الآجرومية لمحي الدين، وقطر الندى لابن هشام والجزء الأول من شرح بن عقيل للألفية وغيره..[4]

وله من المـؤلفات :
- التبيان لما وقع في الضوابط منسوباً لأهل السنة بلا برهان.
- إنجاح حاجة السائل في أهم المسائل (وهو عبارة عن متن في مسائل التوحيد).
- الإيضاح والتبيين في حكم من شك أو توقف في كفر بعض الطواغيت والمرتدين.
- التنبيهات على ما في كلام الريس من الورطات والأغلوطات.
- الكشف والتبيين في شرح أصل الدين (مسودة)
- وله تعليقات لطيفة على رسالة تكفير المعين للعلامة إسحاق ورسالة العذر بالجهل لعبد الله أبا بطين والدلائل لسليمان بن عبد الله وسبيل النجاة للعلامة حمد بن عتيق.
- ورسالة في بيان حكم الرافضة (مسودة).
- إيضاح الدلائل والمسائل في شرح إنجاح حاجة السائل (مسودة).
- الدرر النقية في شرح المنظومة البيقونية.
- عقود الجواهر المنـثورة في شرح اللآلي المنظومة في اعتقاد الفرقة المرحومة (ولا زال يشرحها)
- وله مراسلات ومذاكرات مع بعض المشايخ وطلبت العلم وتقريرات في قيام الحجة وبيان التوحيد ومسألة الحاكمية ومايتعلق بها.
- وأقام دروساً في العقيدة والتوحيد والفقه والتفسير والنحو ومصطلح الحديث وقد شرح كتاب التوحيد للشيخ محمد بن عبد الوهّاب ثلاث مرات ولا زال يشرحه لطلابه وأعلام السنة المنشورة للحكمي ورسائل أئمة الدعوة دائماً تقرأ عليه في الحضر والسفر ومنهاج السالكين للسعدي وشرح البيقونية وقرأت عليه بعض مصنفاته كإنجاح حاجة السائل فقد قرأت عليه خمس مرات وشرح البيقونية وغيرها وأقام عدة دورات علمية وله طلاب في مناطق متعددة.

وقد أثنى عليه العلماء ومنهم :
- الشيخ العلامة وفريد العصر حمود العقلاء الشعيبي لما سئل عنه فقال : (هو محقق متقن)
- وقال الشيخ عبد العزيز اليحيى لما سئل عنه: (عنده اطلاع قوي وخاصة في كتب أئمة الدعوة حتى إن المتخرجين من الجامعات لا يتقنونها مثله) أوكلاماً نحوه.
- وقال أيضاً في مدحه والثناء عليه :

```
والخالـديُّ أحـمدُ *** ذو فطـنةٍ تَوَقـدُ ـ
وقال أيضاً :
والخالديُّ كَمنْ سَبقْ *** في َدْرسِهِ وفي الحِلقْ
```

- وقال الشيخ إبراهيم الحصين عندما اطلع على بعض مؤلفاته فليهنك العلم يا أبا المنذر أنت طالب علم ليس ببسيط وفقك الله وزادك الله علما ً).
- وقال عنه العلامة عبد الله الغنيمان في تقديمه لكتابه [ التبيان ]: (فالأخ أحمد بن حمود الخالدي لم يأت ببدع من القول بل ترسم طريق أهل الحق وحاول جهده ببيان الصواب ورد ما خالفه، فالله يثيبه ويزيده علما وقياما بأمر الله حسب المكنة والاستطاعة).
- وقال أيضا عندما اطلع على [ إنجاح حاجة السائل في أهم المسائل ]: (تصلح أن تقرر كمتن).
- وقال الشيخ العلامة علي الخضير عنه في تزكيته له : (فإن الشيخ «أحمد بن حمود الخالدي» من خيرة المشايخ، ولقد عرفته عن مخالطة، ومزاملة، وقد رزقه الله بصيرة وفهم في علم التوحيد والعقيدة وغيرها من العلوم، وكنت دائماً أحرص على مذاكرته ومحاورته، لما ألمس فيه من الفهم والعلم ولقد استفدت منه كثيراً.

## وصلات خارجية
لم يتم العثور على روابط لمواقع التواصل الاجتماعي.